# Elodina queenslandica
Elodina queenslandica är en fjärilsart som beskrevs av De Baar och Albany Hancock 1993. Elodina queenslandica ingår i släktet Elodina och familjen vitfjärilar. Inga underarter finns listade i Catalogue of Life.